# Owczarnia (Sławki)
Owczarnia (kaszb. Òwczarniô, nazwa oboczna Sławki Górne) – część wsi Sławki w Polsce położona w województwie pomorskim, w powiecie kartuskim, w gminie Somonino.
Miejscowość leży na turystycznym Szlaku Wzgórz Szymbarskich, wchodzi w skład sołectwa Sławki.
W latach 1975–1998 miejscowość administracyjnie należała do województwa gdańskiego.